# 双鹤听泉
〈双鹤听泉〉，古琴曲，被收录在明万历年间《文会堂琴谱》、清代《指法匯參確解》、《琴学初津》等琴谱中。

## 解題
《指法匯參確解》：「聼泉短曲耳，寬轉平和，音莭大雅，靜夜以中音奏之，何異置身磴間，聆山溜清韻洗滌。」